# Chung Bi-won
Chung Bi-won (* 15. Januar 1960 in Seoul, Südkorea) ist ein ehemaliger südkoreanischer Boxer im Fliegengewicht.

## Profikarriere
Im Jahre 1982 begann er erfolgreich seine Profikarriere. Am 27. April 1986 boxte er gegen Chung Jong-kwan um die IBF-Weltmeisterschaft und gewann durch Mehrheitsentscheidung. Diesen Gürtel verlor er allerdings bereits in seiner ersten Titelverteidigung an Shin Hi-sup im August desselben Jahres durch Knockout. 
Im Jahre 1989 beendete er seine Karriere.